# Přísnotice
Přísnotice jsou obec v okrese Brno-venkov v Jihomoravském kraji. Rozkládají se v Dyjsko-svrateckém úvalu. Žije zde 886 obyvatel.
Jedná se o vinařskou obec ve Velkopavlovické vinařské podoblasti (viniční trať Za mostem).

## Název
Místní jméno bylo odvozeno od osobního jména Přísnota a jeho význam byl "Přísnotovi lidé".

## Historie
První písemná zmínka o obci je z roku 1348.

## Obyvatelstvo
| Rok            | 1869 | 1880 | 1890 | 1900 | 1910 | 1921 | 1930 | 1950 | 1961  | 1970  | 1980 | 1991 | 2001 | 2011 | 2021 |
| -------------- | ---- | ---- | ---- | ---- | ---- | ---- | ---- | ---- | ----- | ----- | ---- | ---- | ---- | ---- | ---- |
| Počet obyvatel | 572  | 636  | 767  | 773  | 812  | 904  | 964  | 964  | 1 113 | 1 014 | 952  | 809  | 793  | 835  | 851  |
| Počet domů     | 89   | 109  | 130  | 158  | 170  | 182  | 214  | 245  | 244   | 255   | 264  | 290  | 296  | 310  | 320  |

Vývoj počtu obyvatel

## Pamětihodnosti
- kostel svatého Václava
- pamětní kámen
- zaniklá obec Želice
- hrobka rodiny Doupovcovy na hřbitově

## Příroda
- Přírodní památka Přísnotický les (dříve Nosislavský les) o rozloze 10,76 ha v blízkosti Přísnotic, ale již na katastrálním území Nosislavi.

## Galerie

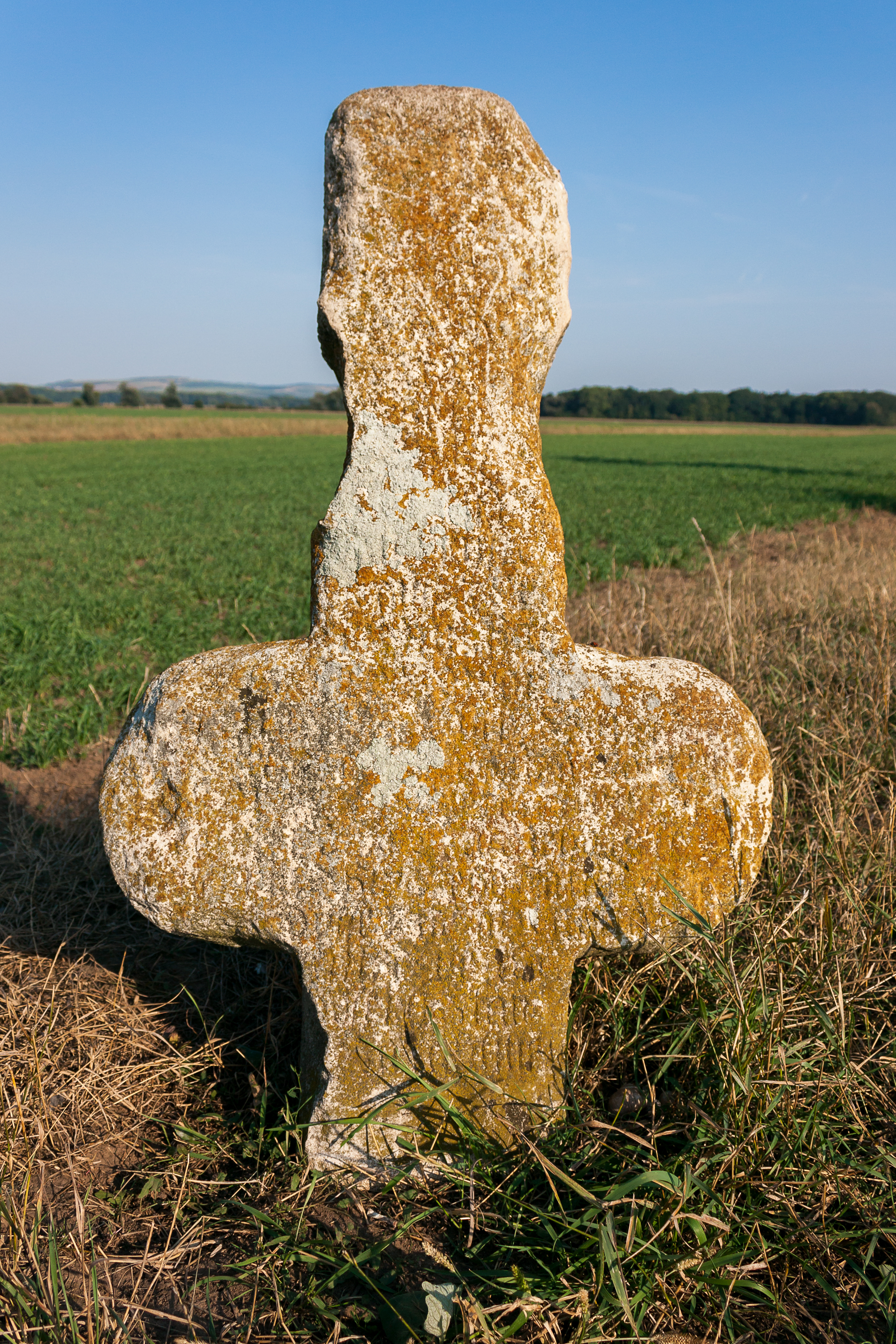
Pamětní kámen
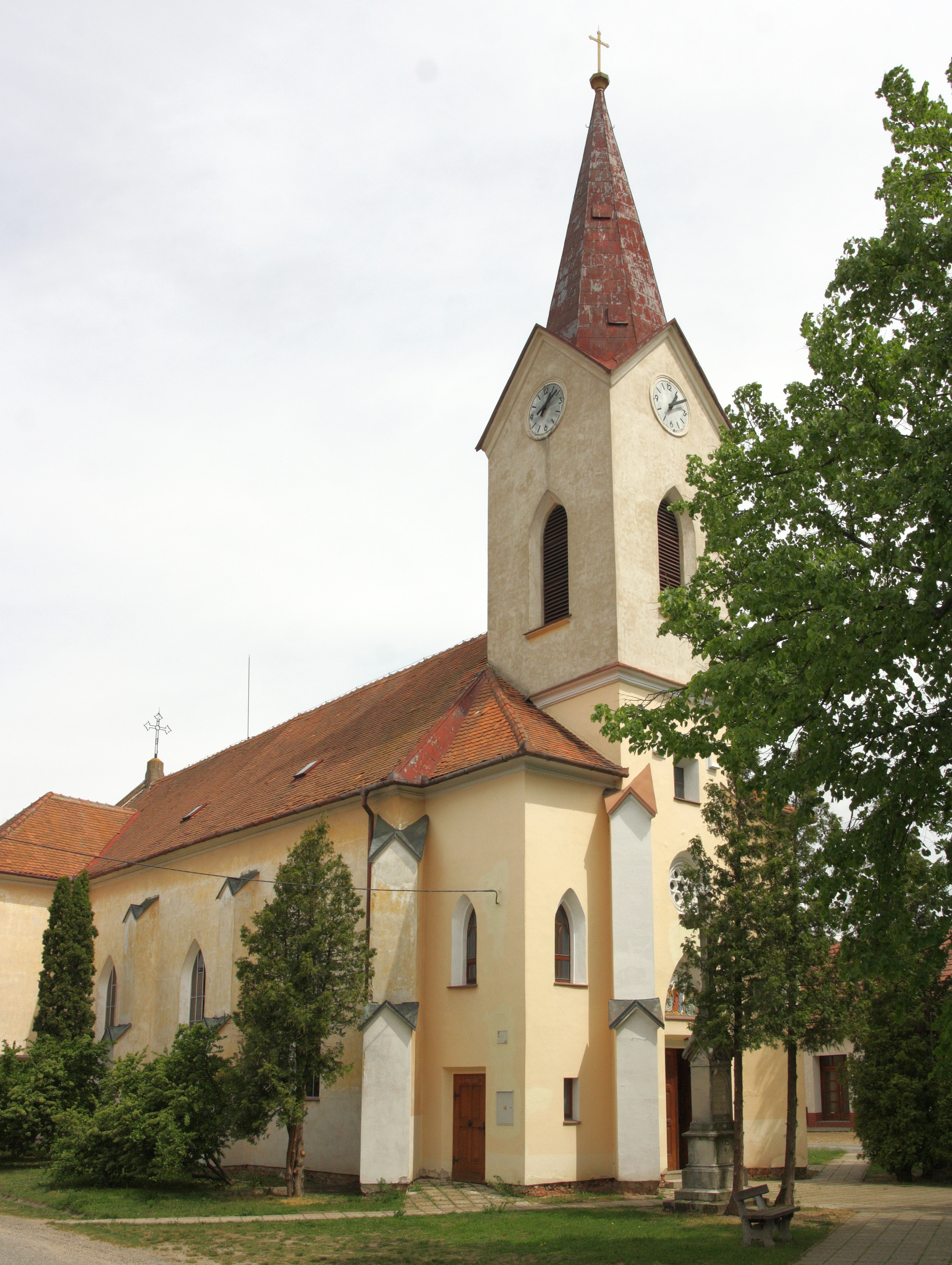
Kostel svatého Václava
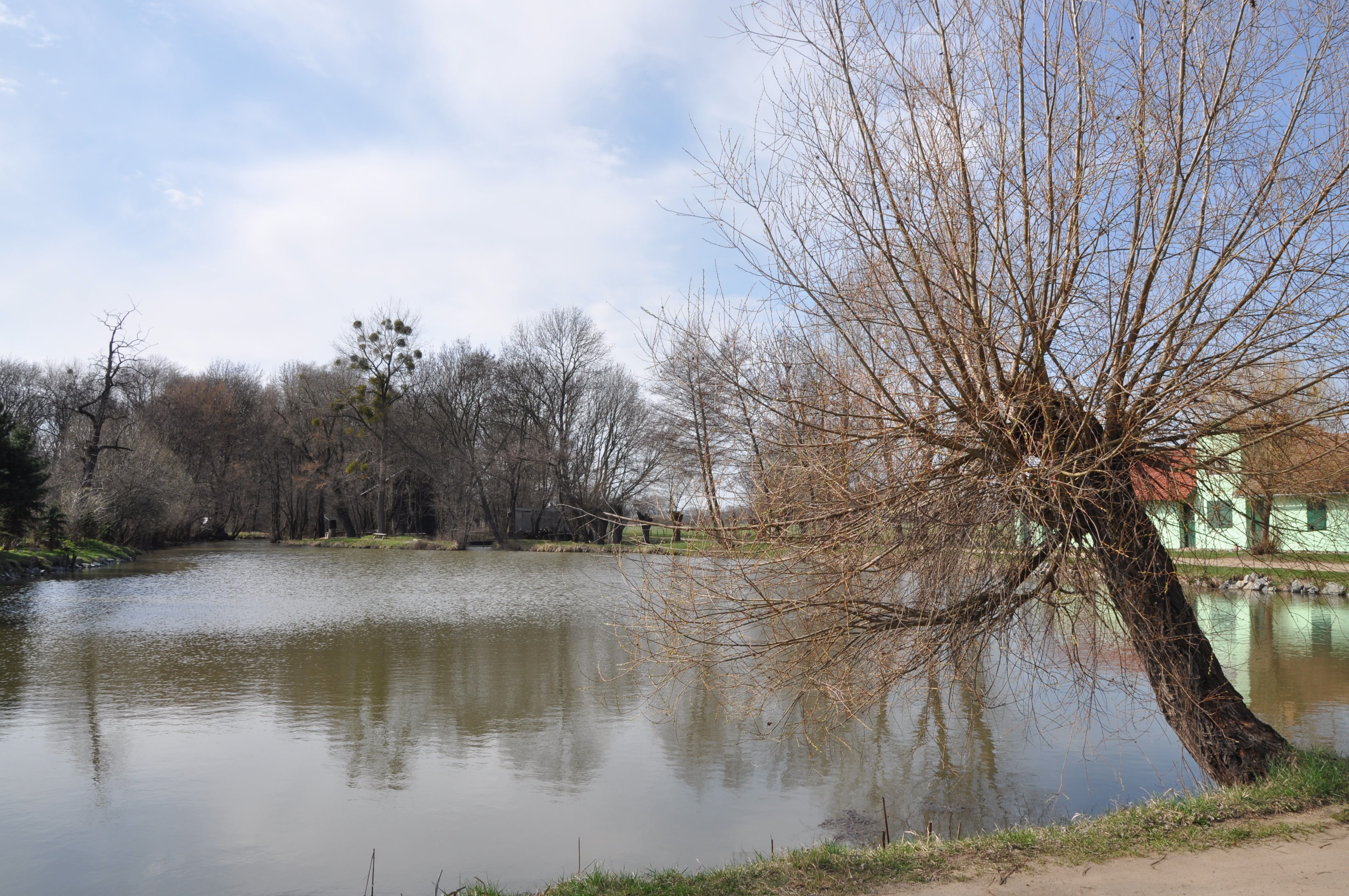
Rybník Lhéta